# Kawardha
Kawardha là một thành phố và khu đô thị của quận Kawardha thuộc bang Chhattisgarh, Ấn Độ.

## Địa lý
Kawardha có vị trí 22°01′B 81°15′Đ / 22,02°B 81,25°Đ Nó có độ cao trung bình là 353 mét (1158 feet).

## Nhân khẩu
Theo điều tra dân số năm 2001 của Ấn Độ, Kawardha có dân số 31.788 người. Phái nam chiếm 52% tổng số dân và phái nữ chiếm 48%. Kawardha có tỷ lệ 66% biết đọc biết viết, cao hơn tỷ lệ trung bình toàn quốc là 59,5%: tỷ lệ cho phái nam là 76%, và tỷ lệ cho phái nữ là 55%. Tại Kawardha, 15% dân số nhỏ hơn 6 tuổi.